# Kanton Gien
Der Kanton Gien ist seit 1790 ein französischer Wahlkreis im Arrondissement Montargis, im Département Loiret und in der Region Centre-Val de Loire; sein Hauptort ist Gien.

## Gemeinden
Der Kanton besteht aus 26 Gemeinden mit insgesamt 33.723 Einwohnern (Stand: 1. Januar 2022) auf einer Gesamtfläche von 732,82 km²:
| Gemeinde               | Einwohner 1. Januar 2022 | Fläche km² | Dichte Einw./km² | Code INSEE | Postleitzahl |
| ---------------------- | ------------------------ | ---------- | ---------------- | ---------- | ------------ |
| Adon                   | 192                      | 24,65      | 8                | 45001      | 45230        |
| Autry-le-Châtel        | 858                      | 50,56      | 17               | 45016      | 45500        |
| Batilly-en-Puisaye     | 106                      | 17,35      | 6                | 45023      | 45420        |
| Beaulieu-sur-Loire     | 1.750                    | 48,83      | 36               | 45029      | 45630        |
| Boismorand             | 863                      | 25,15      | 34               | 45036      | 45290        |
| Bonny-sur-Loire        | 1.851                    | 25,80      | 72               | 45040      | 45420        |
| Breteau                | 95                       | 16,45      | 6                | 45052      | 45250        |
| Briare                 | 5.012                    | 45,41      | 110              | 45053      | 45250        |
| Cernoy-en-Berry        | 427                      | 28,23      | 15               | 45064      | 45340        |
| Champoulet             | 52                       | 9,36       | 6                | 45070      | 45420        |
| Châtillon-sur-Loire    | 3.152                    | 40,67      | 78               | 45087      | 45360        |
| Dammarie-en-Puisaye    | 173                      | 25,89      | 7                | 45120      | 45420        |
| Escrignelles           | 57                       | 14,04      | 4                | 45138      | 45250        |
| Faverelles             | 175                      | 18,92      | 9                | 45141      | 45420        |
| Feins-en-Gâtinais      | 30                       | 11,89      | 3                | 45143      | 45230        |
| Gien                   | 13.431                   | 67,86      | 198              | 45155      | 45500        |
| La Bussière            | 761                      | 35,23      | 22               | 45060      | 45230        |
| Langesse               | 86                       | 8,97       | 10               | 45180      | 45290        |
| Le Moulinet-sur-Solin  | 128                      | 19,37      | 7                | 45218      | 45290        |
| Les Choux              | 530                      | 33,36      | 16               | 45096      | 45290        |
| Nevoy                  | 1.160                    | 30,75      | 38               | 45227      | 45500        |
| Ousson-sur-Loire       | 702                      | 5,35       | 131              | 45238      | 45250        |
| Ouzouer-sur-Trézée     | 1.124                    | 61,63      | 18               | 45245      | 45250        |
| Pierrefitte-ès-Bois    | 286                      | 27,18      | 11               | 45251      | 45360        |
| Saint-Firmin-sur-Loire | 509                      | 24,76      | 21               | 45276      | 45360        |
| Thou                   | 213                      | 15,16      | 14               | 45323      | 45420        |
| Kanton Gien            | 33.723                   | 732,82     | 46               | 4507       | –            |

Bis zur landesweiten Neugliederung der Kantone 2015 bestand der Kanton Gien aus den elf Gemeinden Boismorand, Coullons, Gien, Langesse, Le Moulinet-sur-Solin, Les Choux, Nevoy, Poilly-lez-Gien, Saint-Brisson-sur-Loire, Saint-Gondon und Saint-Martin-sur-Ocre. Sein Zuschnitt entsprach einer Fläche von 369,77 km2. Er besaß vor 2015 den INSEE-Code 4514.

## Bevölkerungsentwicklung
| 1962   | 1968   | 1975   | 1982   | 1990   | 1999   | 2006   |
| ------ | ------ | ------ | ------ | ------ | ------ | ------ |
| 16.592 | 19.140 | 21.686 | 24.363 | 25.989 | 25.094 | 25.982 |

## Geschichte
Der Kanton gehörte von 1800 bis 1926 zum Arrondissement Gien. Dieses wurde im Rahmen einer Verwaltungsreform damals aufgelöst. Seither gehört der Kanton Gien zum Arrondissement Montargis.  